# Родосский стадион
Родосский олимпийский стадион — античный олимпийский стадион III века до н. э. на острове Родос Додеканеса является единственным в мире полностью сохранившимся олимпийским стадионом — аналогом стадиона в Олимпии с центральным полем для бега на два стадия (дромос долихос — примерно 380 метров) и закругленным одним концом для единоборств, окруженным подлинными сиденьями и трибунами. Звук голоса слышен на 400 метров и к середине только усиливается. К востоку от стадиона находился гимнасий, от которого сохранились только руины.
Стадион находится к югу от самой высшей, западной части акрополя города Родоса, нависающего над дальним северным его концом, где находился храм Аполлона Пифейского, к которому вела большая лестница. Восстановлены три колонны храма, поддерживающего карниз. Основание храма построено вокруг гигантского циклопического камня четырёхугольной формы так же, как и основание расположенного рядом и ниже храма Афродиты. Таким образом участники соревнований бежали по красивейшей дороге вдоль длины стадиона с каменными скамьями с высокими спинками, отражавшими и усиливавшими звук, по направлению к храмам и небольшому амфитеатру. Звук единичных рукоплесканий. усиливаемый окружающим холмом с соснами, до сих пор слышится, как рев или гром.
К юго-западу от стадиона раскопаны более поздние гробницы.